# 蒙上你的眼
《蒙上你的眼》（英語：Bird Box），是一部於2018年上映的美國末日驚悚片，由蘇珊娜·比爾執導、艾瑞克·赫瑟勒編劇。電影改編自喬許·梅勒曼的2014年同名小說，主演包括珊卓·布拉克、崔凡提·羅茲、賈姬·威佛、羅莎·薩拉查、丹妮爾·麥當勞、李利·萊爾·豪艾里、湯姆·荷蘭德、黃榮亮、莎拉·保羅森、科爾森·貝克和約翰·馬克維奇。
電影2018年11月12日在美國電影學會進行全球首映禮，2018年12月14日在美國有限上映，2018年12月21日在Netflix上線。2023年推出西班牙衍生作《蒙上你的眼：逃出巴塞隆納》。

## 剧情
電影開頭，梅樂莉·海耶斯（珊卓·布拉克飾）孤身一人帶著兩個孩子走到野外，並警告孩子們接下來無論發生什麼都不能摘下眼罩，否則會死。
時間回到五年前，孕婦梅樂莉和妹妹潔西卡（莎拉·保羅森飾）前往醫院，請婦產科醫生拉帕姆（帕敏德·娜格拉飾）為梅樂莉做產檢。新聞報導指出俄羅斯與歐洲突然出现严重灾难，人们会看见“不存在之物”后被某種力量驅使自杀死亡。梅乐莉本以为灾难只存在美國外，卻在產檢結束後的回程撞上了事件的爆發，眾多駕駛和行人試圖自殺，而潔西卡也在駕車途中看到了什麼，突然失控亂駕車並導致了車禍。受困在翻覆車廂中的梅樂莉親眼看著妹妹主動走到行駛的卡車前並被撞死。
爬出車外的梅樂莉試圖走向鄰近的一棟大屋避難。一名善良的女士莉迪亞（蕾貝卡·碧瑾飾）見梅樂莉是孕婦，回頭想攙扶她進屋，卻突然神色大變並坐入著火的汽車中自殺。路人湯姆（崔凡提·羅茲飾）和露西（羅莎·薩拉查飾）攙扶梅樂莉走到屋前，要求屋主開門。已在屋內的莉迪亞丈夫道格拉斯（約翰·馬克維奇飾）反對讓三人進屋，但屋主格雷格（黃榮亮飾）仍讓三人進屋避難。
街道上慘不忍睹，到處是撞毀的汽車和自殺者的遺體，眾人被困在屋內不敢出門。屋內的倖存者共有十人，眾人在討論過後得出了神秘力量只存在於戶外，看見他們就會死，接下來只能过着不能外出的生活的結論。但其中一對夫婦（泰勒·漢利和艾米·古麥尼克飾）接到了兒子打來的求援電話，執意出門，此後便不知所終。業餘小說家查理（李利·萊爾·豪艾里飾）推測全世界神話中會以不同型態出現在不同人眼中的惡魔已降臨世間，他將這些惡魔命名為「靈體」，並認為它們將會使人類滅絕。
事件發生後第三天，孕婦奧林匹亞（丹妮爾·麥當勞飾）來到門外求援，眾人接納她入屋後，又開始擔心起食物不足的問題。格雷格決定嘗試不需用肉眼直視戶外的電子監視設備，但透過監視畫面目賭「靈體」的他依然無可避免地在房內撞頭自殺身亡。
为了生存下去，幸存者们必须蒙上视野出外寻找食物，梅樂莉等五人駕車前往查理打工的超市，幸運的是剩餘食物非常充足。黃湯下肚的道格拉斯鼓吹眾人留在食物豐富的超市，不必帶食物回去營救其餘倖存者，露西看似心動，梅樂莉則強烈反對。過程中眾人發現鳥能夠感應到「靈體」的接近並示警，還发现有部分人类不必蒙眼也能在戶外活動，他们变成了「靈體」的忠僕，強迫其他倖存者目睹「靈體」進而自殺。查理為此犧牲，其餘四人帶著補給品和鳥逃回大屋。當晚露西和費利克斯（科爾森·貝克飾）二人私自駕車溜走，此後也不知所終。
剩餘五名倖存者繼續在大屋中生活，同是孕婦的梅樂莉與奧林匹亞之間萌生友誼，梅樂莉和湯姆之間也發展出情愫。某日，门外又来了一位幸存者加里（湯姆·荷蘭德飾），众人在一片争辩之中接纳了外来人。但加里其實也是「靈體」忠僕的一員。怀孕的梅乐莉与奧林匹亞同时生产，加里看準時機開始發難，他先是偷襲湯姆使其昏迷，再拉開所有窗簾使屋內能清楚看到戶外。利用倖存者們無法睜眼的弱點，加里先後讓奧林匹亞和雪莉（賈姬·威佛飾）自殺身亡，再和蒙眼的道格拉斯搏鬥並成功以剪刀刺殺後者，最後醒來的湯姆和加里搏鬥並用槍射殺了加里，幸存者只剩下梅乐莉、汤姆与两个新生兒。
五年后，梅乐莉与汤姆继续在废墟之中寻找食物生活，无时无刻不想保护两个孩子的生命，但梅樂莉仍未為她的兒子（朱利安·愛德華飾）和奧林匹亞的女兒（維文·莉拉·布萊爾飾）命名，只用「男孩」和「女孩」稱呼他們。某天，無線電中传来男子瑞克（普魯特·泰勒·文斯飾）的声音，對方表示他那邊有個安全的大型社區，搭船沿著河流而下即可抵達。考慮到附近的食物已所剩無幾，湯姆想帶著三人啟程，但梅樂莉回想起五年前放加里進門而引發的慘痛事件，拒絕相信瑞克。在一次外出尋找食物的過程中，梅樂莉與湯姆及小孩四個人被「靈體」的幾個忠僕發現，汤姆為了保護梅樂莉和孩子們决定当诱饵引开他们，過程中卻被逼睜开双眼，奮力歼灭完对方后湯姆看到了「靈體」而被驅使自杀。
梅乐莉别无选择，只能带著两个孩子渡过危机四伏的河流，逃往唯一可能安全的地方避难。为了生存下去，他们必须蒙上双眼，踏上长达两天的危险旅程。经历惊心动魄的旅程后，梅乐莉与两名孩子最终到达了安全区，原來此處是一所盲人學校，瑞克也是一名盲人。安全區內有相當多的倖存者和用來示警的鳥兒，梅樂莉放生了自超商之旅起便一直帶在身旁的三隻鳥兒，並和倖存的婦產科醫生拉帕姆意外重逢。拉帕姆詢問梅樂莉兩個孩子的姓名，梅樂莉終於決定將「女孩」命名為奧林匹亞，「男孩」則命名為湯姆。

## 演員
- 珊卓·布拉克 飾 梅樂莉·海耶斯
- 崔凡提·羅茲（英语：Trevante Rhodes） 飾 湯姆
- 約翰·馬克維奇 飾 道格拉斯
- 丹妮爾·麥當勞（英语：Danielle Macdonald） 飾 奧林匹亞
- 維文·莉拉·布萊爾（Vivien Lyra Blair） 飾 「女孩」／奧林匹亞
- 朱利安·愛德華（Julian Edwards） 飾 「男孩」／湯姆
- 李利·萊爾·豪艾里 飾 查理
- 賈姬·威佛 飾 雪莉
- 羅莎·薩拉查 飾 露西
- 科爾森·貝克（英语：Machine Gun Kelly (rapper)） 飾 費利克斯
- 黃榮亮 飾 格雷格
- 湯姆·荷蘭德 飾 加里
- 普魯特·泰勒·文斯（英语：Pruitt Taylor Vince） 飾 瑞克
- 莎拉·保羅森 飾 潔西卡·海耶斯
- 帕敏德·娜格拉（英语：Parminder Nagra） 飾 拉帕姆醫生
- 蕾貝卡·碧瑾（英语：Rebecca Pidgeon） 飾 莉迪亞
- 艾米·古麥尼克（英语：Amy Gumenick） 飾 薩曼莎
- 泰勒·漢利（英语：Taylor Handley） 飾 傑森
- 哈皮·安德森（英语：Happy Anderson） 飾 河邊的人
- 大衛·達斯馬齊連 飾 吹口哨的掠奪者
- 凱斯·賈迪恩（英语：Keith Jardine） 飾 叫喊的掠奪者

## 製作
在原著小說《蒙上你的眼》發行前，環球影業已經在2013年獲得電影版權。和克里斯·摩根擔任製片人，並由《屍人保姆》和《牠》的導演安迪·馬希提執導。2013年7月，艾瑞克·赫瑟勒為編劇進行洽談。2017年7月，宣佈Netflix獲得小說的版權後，斯圖博成為Netflix故事片部門的負責人並將開發該片，由珊卓·布拉克和約翰·馬克維奇主演，並由蘇珊娜·比爾執導。2017年10月，丹妮爾·麥當勞、崔凡提·羅茲、賈姬·威佛、莎拉·保羅森、羅莎·薩拉查、李利·萊爾·豪艾里和艾米·古麥尼克加盟電影。2017年11月，科爾森·貝克和大衛·達斯馬齊恩加盟電影。

### 拍攝
主體拍攝在2017年10月於加利福尼亞州進行。

## 發行
電影於2018年11月12日在美國電影學會進行全球首映禮，並在2018年12月14日有限上映，2018年12月21日在Netflix上線。

### 評價
爛番茄根據99條評論，持有66%的新鮮度，平均得分5.9／10。在Metacritic上，電影獲得了52分。

## 戲外影響
美國猶他州一名17歲少女在2019年1月7日在蒙眼駕駛時樂極生悲，發生交通意外。雖然事件中無人受傷，但她面臨被控魯莽駕駛。這名少女在猶他州雷頓（Layton）公路駕駛時，和同車的一名16歲少年決定嘗試蒙眼挑戰。她以冷帽遮眼駕駛，但之後車輛失控撞向路邊一輛車，然後撞到燈柱上。車禍中無人受傷，不過當局表示，可能會以魯莽駕駛罪名起訴少女，最終會由縣檢察官決定，該控罪的最高刑罰是監禁半年和罰款1000美元（約7800港元）。
影迷除了被電影劇情吸引外，還把戲中的情節搬到現實生活中，還有網民發起「#BirdBoxChallenge」挑戰，邀請親朋好友嘗試蒙眼過日常生活。起初Netflix都不以為意，但隨著網友蒙眼挑戰的難度愈來愈高，甚至有人還蒙眼開車。不同驚險片段在網上不斷流傳，Netflix因此也發出聲明，希望網友在接受挑戰時，也要顧及自身安全：「不敢相信要說出這些話，請勿因為接受《蒙上你的眼》挑戰而令自己受傷。我們不知道挑戰是如何開始，但感激大家對電影的喜愛，但2019年只有一個願望，就是不要因為模仿戲中的情節而受傷入院。」